# Sweet Bird of Youth (peça)
Sweet Bird of Youth é uma peça de 1959 de Tennessee Williams que conta a história de um gigolô e andarilho, Chance Wayne, que retorna à sua cidade natal como companheiro de uma estrela de cinema decadente, Alexandra del Lago (viajando incógnita como Princesa Kosmonópolis), a quem ele espera usar para ajudá-lo a entrar no cinema. O principal motivo de seu retorno é recuperar o que ele tinha na juventude, principalmente sua antiga namorada, cujo pai o havia expulsado da cidade anos antes. A peça foi escrita para Tallulah Bankhead, uma boa amiga de Williams.
Sweet Bird of Youth surgiu por volta de 1956 como duas peças: uma versão de dois personagens da peça final apresentando apenas Chance e a Princesa, e uma peça de um ato intitulada The Pink Bedroom que mais tarde foi desenvolvida no Ato Dois da peça, apresentando Boss Finley e sua família.

## Trama
Em St. Cloud, o filho nativo Chance Wayne fugiu de sua cidade natal, buscando lucrar com sua beleza e juventude em Nova York ou Hollywood. Quando ele fracassa como ator e personalidade em ambas as cidades, ele se torna um gigolô. Como acompanhante de viagem de seu empregador, Chance retorna a St. Cloud para reconquistar sua amante de infância, acompanhando uma estrela de cinema envelhecida, deprimida e semi-alcoólatra: Alexandra del Lago, que está fugindo das críticas negativas ao seu filme de retorno ao cinema lançado recentemente.
Del Lago também estava mergulhada em sexo, álcool e drogas até que Chance a reconheceu enquanto fazia sexo em um resort na Flórida. Ele viu nela uma última chance de construir um relacionamento (cuidando dela durante a viagem de volta para Hollywood, com ele como seu acompanhante). Enquanto ele e del Lago dirigem pela Sunset Route de volta à Califórnia, Chance espera se reunir com Heavenly Finley, sua namorada de infância, e trazê-la de volta a Hollywood, onde – com a ajuda de del Lago – ambos alcançarão o estrelato.
De volta a St. Cloud, Chance descobre que Heavenly é apenas uma sombra da garota que ele conheceu. Durante sua última visita a St. Cloud, ela engravidou. Quando ela descobriu o problema, ela teve que fazer um aborto e, por causa do bisturi de um médico não qualificado, o aborto resultou em uma histerectomia e sua esterilidade. Seu pai e seu irmão estão determinados a fazer Chance pagar pelo dano causado a Heavenly. Chance teme ter o mesmo destino de um homem negro da cidade que foi atacado e castrado recentemente.
Usando o carro e os fundos de Alexandra, Chance tenta provar à cidade que ele é um sucesso, mas seus velhos amigos percebem seu blefe e o veem como ele se tornou. Enquanto isso, del Lago recebe a notícia de que as críticas das quais ela estava fugindo são, na verdade, elogios e que seu retorno não poderia ter sido melhor. Chance acredita que irá com ela até o topo, mas ela não deseja um gigolô. Com o fim da juventude, Chance não sabe como seguir em frente com sua vida. Embora ela não o recomende para um emprego em Hollywood, del Lago o incentiva a continuar como seu acompanhante, mas ele decide ficar e aceitar sua punição em St. Cloud.

## Histórico de produção

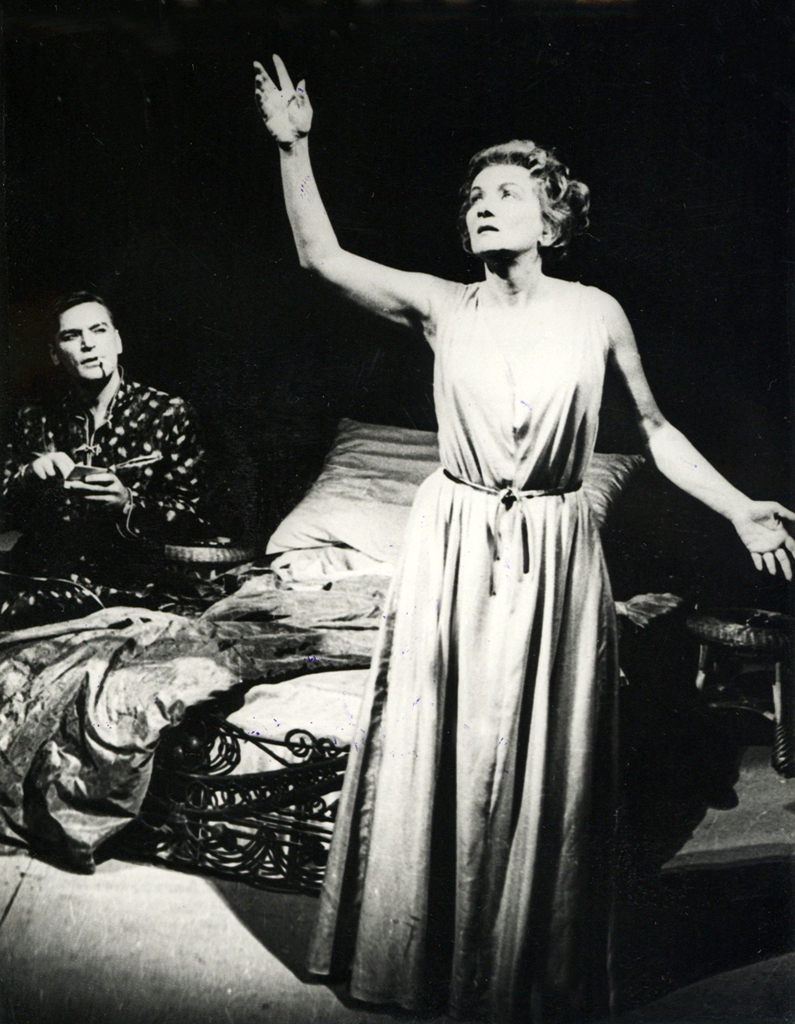
A peça do Teatro Dramático de Liubliana em 1961

### Pré-Broadway
Williams começou a trabalhar na peça no outono de 1959, chamando-a inicialmente de The Enemy of Time. Como Sweet Bird of Youth, o trabalho em andamento teve uma produção de teste estrelada por Tallulah Bankhead e Robert Drivas em Coral Gables, Flórida, dirigida por George Keathley em seu Studio M Playhouse em 1956 que começou antes que a agente de Williams, Audrey Wood, soubesse que ele tinha uma nova peça. Elia Kazan viu isso. Kazan e Cheryl Crawford eram "parte do segredo e pediram a Audrey que os deixasse produzir e dirigir a nova peça".

### Broadway
A produção original de Cheryl Crawford estreou em 10 de março de 1959 no Martin Beck Theatre, em Nova York. Dirigido por Elia Kazan, foi estrelado por Paul Newman, Geraldine Page, Sidney Blackmer, Madeleine Sherwood, Diana Hyland, Logan Ramsey e Rip Torn. Bruce Dern também desempenhou um pequeno papel. A produção foi indicada a três prêmios Tony, incluindo Melhor Atriz para Page. A peça durou mais de um ano e teve 375 apresentações.
Uma reestreia estreou em 29 de dezembro de 1975 no Harkness Theatre, em uma produção dirigida por Edwin Sherin, estrelando Christopher Walken como Chance Wayne e Irene Worth como Princesa Kosmonópolis. Worth ganhou o prêmio Tony de Melhor Atriz em 1976.
Uma produção foi planejada para estrear em 2011, com David Cromer dirigindo e Scott Rudin atuando como produtor. Em 2012, a produção foi exibida no Goodman Theatre com grande aclamação, com Diane Lane no papel principal.

### Londres
Após 26 anos, Sweet Bird of Youth apareceu no West End de Londres. Estreou em 8 de julho de 1985 no Haymarket Theatre em uma produção dirigida por Harold Pinter e apresentada pelo empresário Douglas Urbanski; estrelou Lauren Bacall e Michael Beck com James Grout e David Cunningham . Esta produção foi posteriormente transferida para Los Angeles sob a direção de Michael Blakemore.[carece de fontes?]
A peça retornou aos palcos de Londres em 1º de junho de 2013 com uma produção no The Old Vic dirigida por Marianne Elliott e estrelada por Kim Cattrall como Del Lago e Seth Numrich como Chance.

### Chichestes
A peça foi relançada em 2017 no Chichester Festival Theatre, de 2 a 24 de junho. Dirigido por Jonathan Kent, foi estrelado por Marcia Gay Harden como Alexandra del Lago/A Princesa Kosmonopolis e Brian J. Smith como Chance Wayne. As co-estrelas incluíam Emma Amos e Richard Cordery.

## Adaptações cinematográficas

### Longa-metragem de 1962
Em 1962, a peça foi transformada em um longa-metragem estrelado por Paul Newman, Geraldine Page, Shirley Knight, Madeleine Sherwood, Ed Begley, Rip Torn e Mildred Dunnock. O filme foi adaptado e dirigido por Richard Brooks. A versão cinematográfica recebeu três indicações ao Oscar, todas de atuação: Geraldine Page de Melhor Atriz, Shirley Knight de Melhor Atriz Coadjuvante e Ed Begley de Melhor Ator Coadjuvante, que ele ganhou.

### Filme para televisão de 1989
Sweet Bird of Youth foi feito para a televisão em 1989, dirigido por Nicolas Roeg e estrelado por Elizabeth Taylor, Mark Harmon, Valerie Perrine, Ronnie Claire Edwards, Cheryl Paris, Kevin Geer e Rip Torn. Foi adaptado por Gavin Lambert.[carece de fontes?]

## Na cultura popular
- No filmede  Robert Zemeckis, Death Becomes Her (1992), a personagem principal Madeline Ashton (interpretada por Meryl Streep) é retratada como a estrela de uma adaptação musical da Broadway fracassada de Sweet Bird of Youth intitulada Songbird!.[15]
- A música "Sweet Bird of Truth", do grupo de rock The The, é uma referência à peça de Tennessee Williams.[carece de fontes?]
- Uma referência à peça de Tennessee Williams (assim como a Williams) foi escrita por Bernie Taupin em sua letra para a música "Lies", de Elton John, do álbum de John de 1995, Made in England.[carece de fontes?]
- A compositora grega Eleni Karaindrou escreveu música incidental para a peça (2016-17)